# Vetivazulè
El vetivazulè és un derivat de l'azulè obtingut a partir de l'oli de vetiver. És un sesquiterpè bicíclic i isòmer de guaiazulè.